# Proud Boys
Proud Boys (literalmente 'chicos orgullosos' o 'muchachos orgullosos') es una organización neofascista, ultranacionalista, de extrema derecha, solo para hombres vinculada con el supremacismo blanco que promueve y se involucra en la violencia política. Tiene su sede en los Estados Unidos y también cuenta con presencia en Canadá, donde está calificada como grupo terrorista. Está dirigida por Enrique Tarrio, su presidente desde 2019, quien también es el líder de la asociación Latinos for Trump.
El 3 de febrero de 2025 el nombre y los símbolos de la organización fueron traspasados a la Iglesia Episcopal Metodista Africana Metropolitana del Noroeste de Washington D. C., luego de perder una demanda hecha por la iglesia debido a vandalismos provocados por la organización radical en diciembre de 2020.

## Ideología y motivaciones

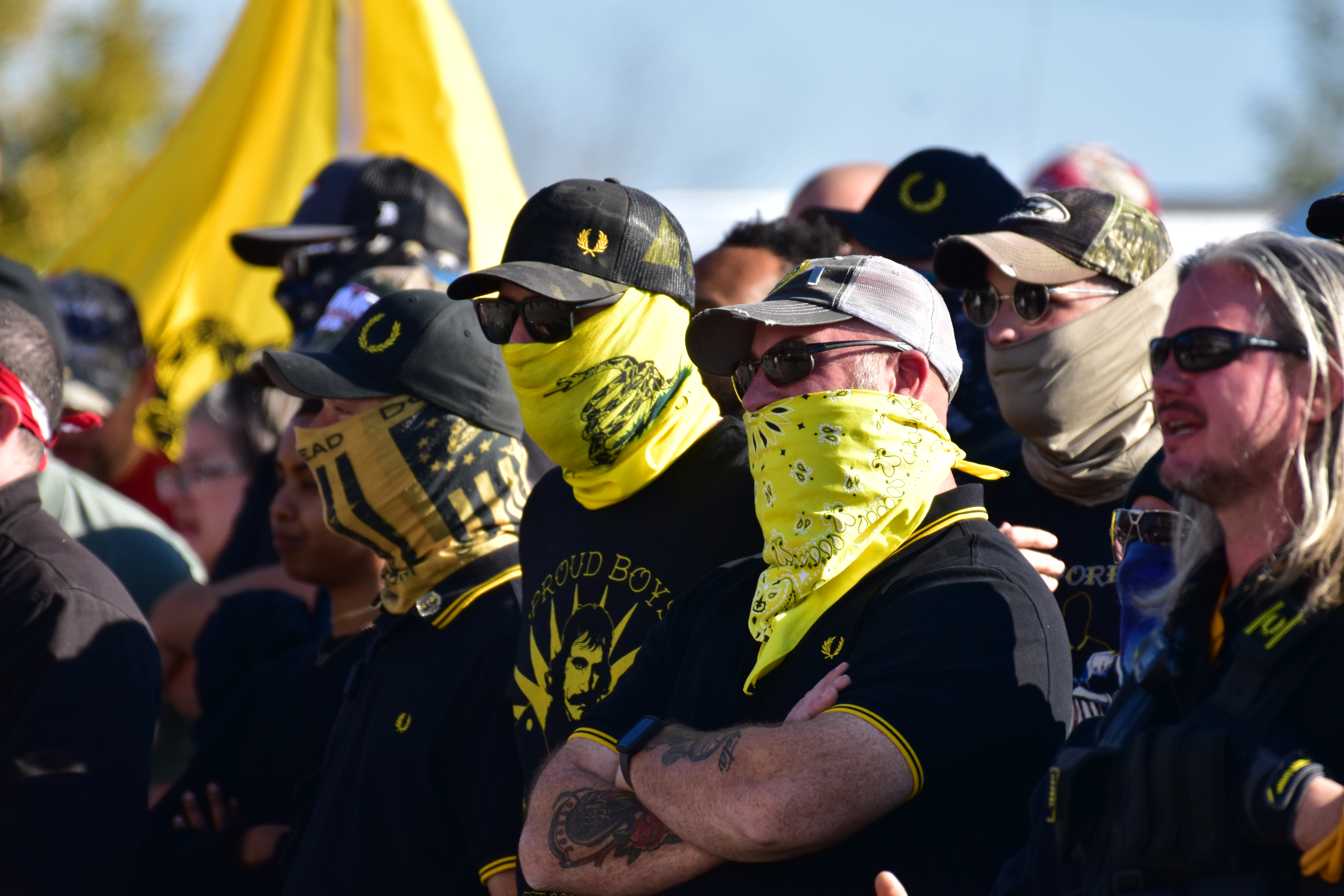
Proud Boys con la cara cubierta se para en una protesta en Raleigh, Carolina del Norte, en noviembre de 2020.

El grupo cree en el mínimo gobierno posible, glorificación al empresario, la abolición de las prisiones, la máxima libertad, la defensa del derecho a poseer armas, el cierre de fronteras, la lucha contra el feminismo, el papel de la mujer como ama de casa y que los hombres, especialmente los blancos, y la cultura occidental están bajo asedio; sus puntos de vista tienen elementos de la teoría de la conspiración del genocidio blanco. Oficialmente, el grupo rechaza la supremacía blanca, aunque tiene vínculos con grupos supremacistas blancos. Miembros han participado en múltiples eventos racistas y centrados en la violencia contra la izquierda, mientras que un exmiembro organizó la Manifestación Unite the Right en Charlottesville. La organización glorifica la violencia y el Southern Poverty Law Center (SPLC) lo ha calificado como un "club de lucha de extrema derecha". El grupo es parte del "alt-lite" y es "abiertamente islamofóbico". La organización ha sido descrita como un grupo de odio por The Takeaway NPR y el SPLC. Los Proud Boys han sido prohibidos por Facebook/Instagram, Twitter y YouTube.
Según la Liga Anti-Difamación (ADL) ha descrito a los Proud Boys como "conservadores extremistas" y "alt light", "abiertamente islamófobos y misóginos", "transfóbicos y antiinmigrantes" , "muy dispuesto a abrazar a los racistas,  antisemitas y fanáticos de todo tipo", y señala la promoción y el uso de la violencia por parte del grupo como táctica central. El 3 de febrero de 2021, Canadá designó oficialmente a los Proud Boys como grupo terrorista y el Departamento de Justicia de Estados Unidos anunció la acusación formal de miembros por conspiración relacionada con el asalto al Capitolio de los Estados Unidos en 2021.

## Historia y organización
La organización Proud Boys se lanzó en septiembre de 2016, en el sitio web de Taki's Magazine, una publicación de extrema derecha para la que el nacionalista blanco Richard B. Spencer se había desempeñado una vez como editor ejecutivo. Gavin McInnes, referente de los Proud Boys, cofundó la revista Vice en 1994, de la que fue expulsado en 2008 después de varios años de agitación tras una entrevista en The New York Times en la que habló sobre el orgullo blanco. Después de irse, comenzó a "piratear tenazmente un camino irregular pero implacable hacia los márgenes de la extrema derecha de la cultura estadounidense", según un perfil de 2017 en el Canadian Globe and Mail.
La organización existía informalmente antes como un grupo centrado en McInnes, y la primera reunión de la célula de Brooklyn en julio de 2016 resultó en una pelea en el bar donde se conocieron. El grupo se originó en la revista de extrema derecha Taki's Magazine en 2016 por el cofundador y ex comentarista de Vice Media Gavin McInnes, tomando su nombre de la canción "Proud of Your Boy " del musical Aladdín, de Disney. En la canción, el personaje de Aladdín se disculpa con su madre por ser un mal hijo y promete enorgullecerla. McInnes lo interpreta como Aladdín disculpándose por ser un niño. Lo escuchó por primera vez mientras asistía al recital de música de la escuela de su hija. La letra "falsa, humilde e interesada" de la canción se convirtió en un tema recurrente en su podcast. McInnes dijo que era la canción más molesta del mundo, pero que no podía parar de escucharla.

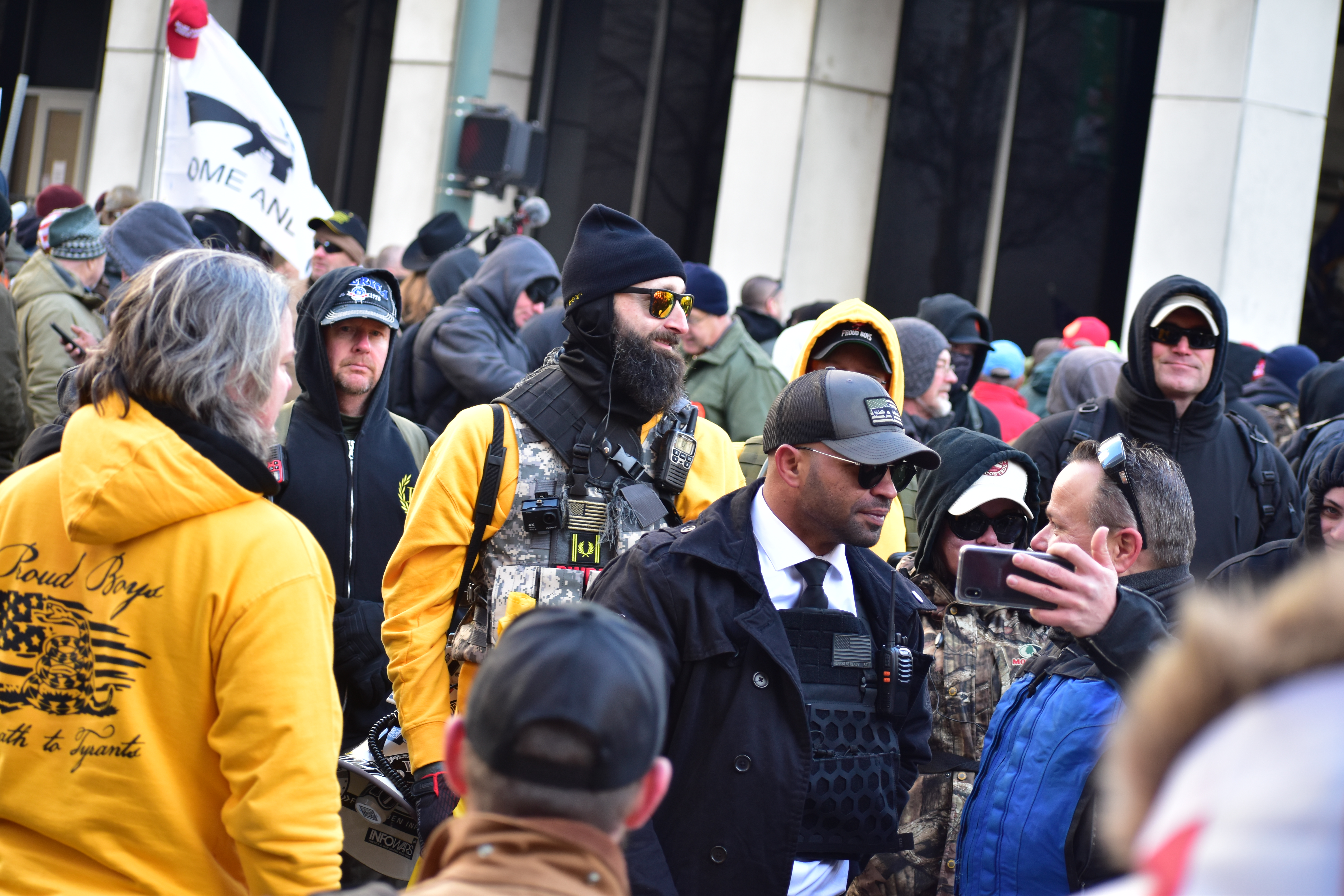
Líderes de Proud Boys, participando en una manifestación a favor de las armas de fuego en Virginia, 2020.

Cuando los Proud Boys emergieron como parte de la extrema derecha, McInnes se distanció de ellos a principios de 2017, diciendo que su enfoque eran los "valores occidentales" mientras que el enfoque de la extrema derecha era la raza; el esfuerzo de cambio de marca se intensificó después del mitin Unite the Right.
La organización ha sido descrita como un grupo de odio por el Southern Poverty Law Center y The Takeaway de NPR. Spencer, McInnes y los Proud Boys han sido descritos como racistas hipster por Vox Media y Media Matters for America. McInnes dice que la mentalidad de víctima de las mujeres y otros grupos históricamente oprimidos no es saludable, y sostiene que "[e] aquí es un incentivo para ser víctima. Es genial ser una víctima". Él ve a los hombres blancos y la cultura occidental como "bajo asedio" y describió la crítica de sus ideas como "culpa de la víctima". Sus opiniones tienen elementos de la teoría de la conspiración del genocidio blanco.
A principios de 2017, McInnes comenzó a distanciarse de la derecha alternativa, diciendo que su enfoque es la raza y su enfoque es lo que él llama "valores occidentales"; el esfuerzo de cambio de marca se intensificó después del Rally Unite the Right. En 2018, McInnes decía que los Proud Boys eran parte de la "nueva derecha".
La organización glorifica la violencia política contra los izquierdistas, recreando asesinatos políticos, vistiendo camisetas que elogian los asesinatos de izquierdistas, del dictador Augusto Pinochet y participando directamente en la violencia política. McInnes ha dicho "Quiero violencia, quiero puñetazos en la cara. Estoy decepcionado de los partidarios de Trump por no golpear lo suficiente ". Dijo además que "[no] empezamos peleas [...] pero las terminaremos". Heidi Beirich, directora del Proyecto de Inteligencia del Southern Poverty Law Center, dijo que esta forma de agresión intencional no era común entre los grupos de extrema derecha en el pasado. Dijo además que la afirmación de la extrema derecha de que "[vamos] a aparecer y tenemos la intención de pelear" era nueva.

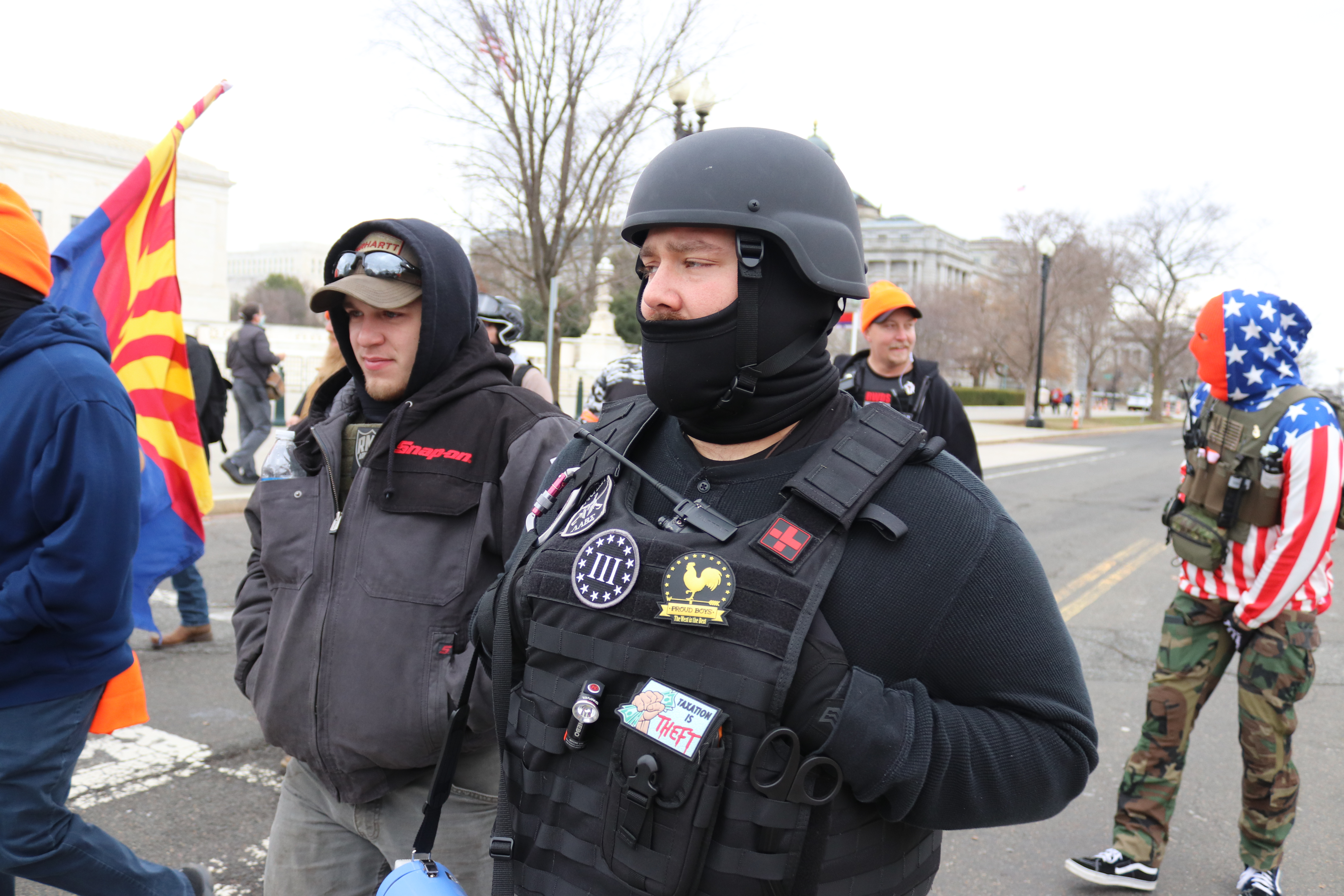
Miembros de los Proud Boys marchando frente a la Corte Suprema de los Estados Unidos a lo largo de First Street entre Maryland Avenue y East Capitol Street, Washington D. C.

A finales de noviembre de 2018, se informó que el FBI había clasificado a los Proud Boys como un grupo extremista con vínculos con el nacionalismo blanco. Dos semanas después, en una sesión informativa del FBI en el condado de Clark, Washington, los agentes del orden negaron que tuvieran la intención de clasificar a todo el grupo de esta manera y atribuyeron el error a un malentendido. Durante la sesión informativa, los agentes del FBI sugirieron usar sitios web para obtener más información, incluido el recurso SPLC. Los oficiales dijeron que su intención era caracterizar la posible amenaza de ciertos miembros del grupo.
La organización se opone al feminismo y promueve estereotipos de género en los que las mujeres están al servicio de los hombres. La organización tiene un ala auxiliar solo para mujeres llamada "Proud Boys 'Girls" que apoya la misma ideología. La Liga Antidifamación (ADL) afirma que McInnes y los Proud Boys son misóginos y declaran que llaman a las mujeres "vagas" y "menos ambiciosas" que los hombres y "venera [e] al ama de casa". McInnes ha pedido "monogamia forzada" y ha criticado al feminismo como "un cáncer".
Algunos hombres que no son blancos se han unido a los Proud Boys, atraídos por la defensa de los hombres la organización, la postura antiinmigrante y la aceptación de la violencia. La ADL afirma que las "tácticas extremas y provocativas de los Proud Boys, junto con el racismo abierto o implícito, la islamofobia, la homofobia, el antisemitismo y la misoginia y el hecho de que el grupo es tan descentralizado, inconsistente y disperso", sugieren que debería ser un motivo importante de preocupación ".
The Proud Boys ha sido prohibido por las plataformas de redes sociales Facebook, Instagram, Twitter y YouTube. En agosto de 2018, Twitter canceló la cuenta oficial del grupo junto con la cuenta de McInnes bajo su política que prohíbe los grupos extremistas violentos. En ese momento, la foto de perfil del grupo mostraba a un miembro golpeando a un contramanifestante. Facebook e Instagram prohibieron el grupo y McInnes en octubre de 2018. Ese mismo año, YouTube prohibió al fundador de Proud Boys por violación de los derechos de autor en diciembre de 2018
En febrero de 2019, a pesar de las afirmaciones de que rompió lazos con el grupo en noviembre de 2018, McInnes demandó al SPLC por difamación y disputó su designación de "grupo de odio" que, según él, había dañado su carrera. En 2019, dos Proud Boys fueron condenados a cuatro años de prisión por intento de asalto de pandillas, intento de asalto y otros cargos por un incidente de 2018 en Nueva York en el que atacaron a personas que, según los fiscales, eran miembros de Antifa.
El 16 de junio de 2020, Facebook anunció que había eliminado 358 cuentas de su plataforma y 172 de Instagram, que tenían vínculos con la organización.

### Afiliación

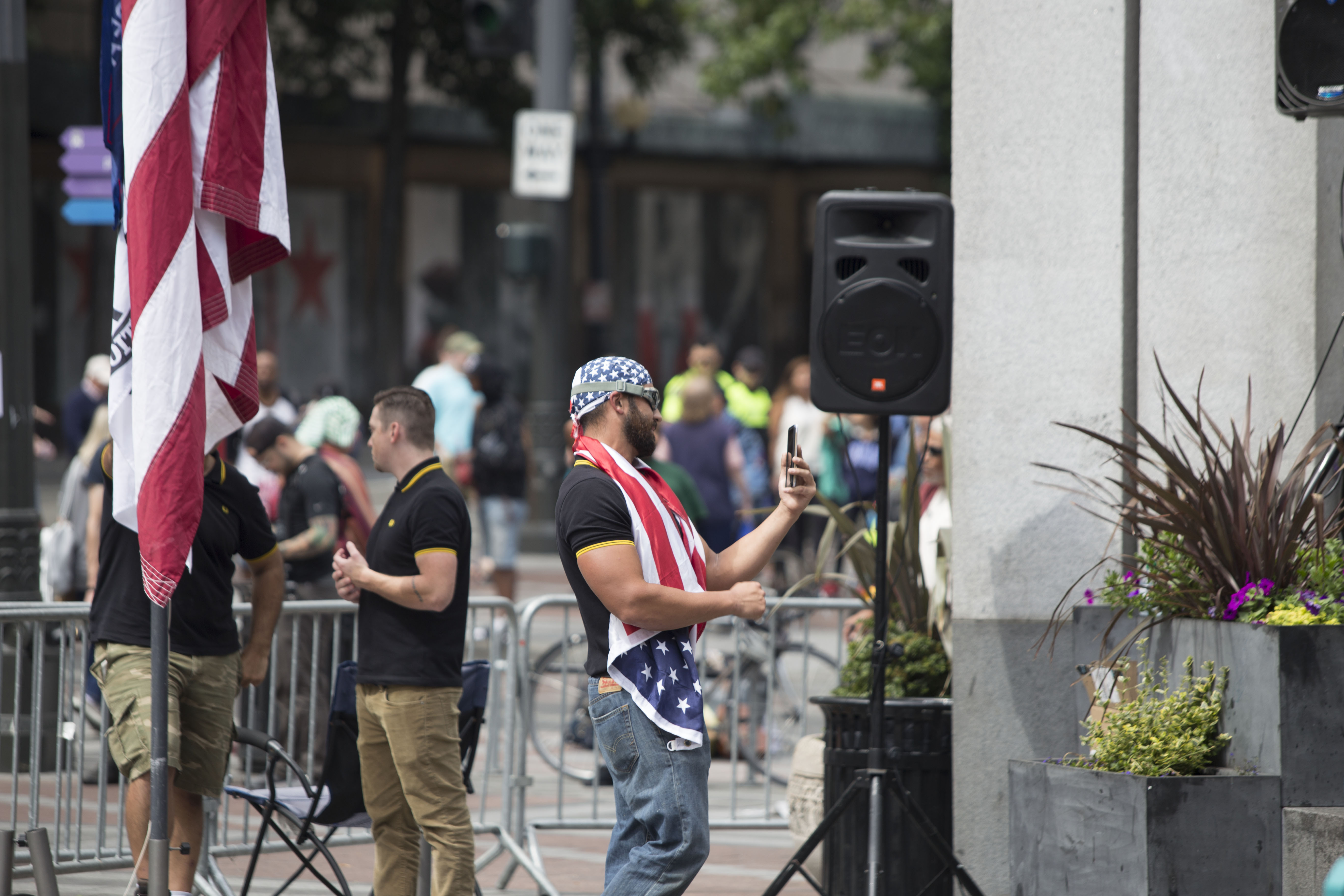
Proud Boys junto a Joey Gibson en un mitin de 2017 en Seattle.

Según David Neiwert, a la hora de reclutar ponen especial énfasis en hombres blancos de derecha entre 15 y 30 años que provienen principalmente de los suburbios y exurbia. Los Proud Boys dicen que tienen un proceso de iniciación que tiene cuatro etapas que incluye novatadas. La primera etapa es un juramento de lealtad, del tipo "I’m a proud Western chauvinist, I refuse to apologize for creating the modern world" (Soy un orgulloso chovinista occidental, me niego a disculparme por haber creado el mundo moderno); el segundo es recibir puñetazos hasta que la persona recita trivialidades de la cultura pop, como los nombres de cinco cereales para el desayuno; el tercero es hacerse un tatuaje y aceptar no masturbarse; y el cuarto es meterse en una gran lucha "por la causa".

"I’m a proud Western chauvinist, I refuse to apologize for creating the modern world"
Soy un orgulloso occidental chovinista, me niego a disculparme por crear el mundo moderno

#### Género y sexualidad
The Daily Beast informó en febrero de 2018 que los Proud Boys han modificado las reglas, como la prohibición de pantalones cargo y el consumo de opioides y metanfetamina. El artículo establece que no se impusieron restricciones a la cocaína. La política de masturbación se modificó para que dijera: "ningún hermano heterosexual de la Fraternidad se masturbará más de una vez ningún mes del calendario".
Las mujeres no pueden ser Proud Boys. El presidente anónimo de la división Proud Boys en Los Ángeles, comentó en una entrevista para Los Angeles Times el grupo solo admite "hombres biológicos". En julio de 2018, el grupo tenía 160 miembros y hasta 300 solicitantes pendientes, según el presidente de Proud Boys L.A.
La política de masturbación se modificó posteriormente para que dijera: "ningún hermano heterosexual de la Fraternidad se masturbará más de una vez en cualquier mes calendario" y "todos los miembros se abstendrán de la pornografía".

### Liderazgo

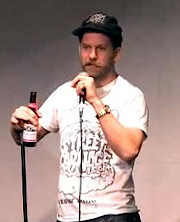
Gavin McInnes, fundador de Proud Boys

Gavin McInnes fundó el grupo y fue su líder. En noviembre de 2018, poco después de que se conociera la noticia de que el FBI había clasificado a los Proud Boys como un grupo extremista con vínculos con nacionalistas blancos, una afirmación luego desautorizada por un funcionario del FBI, quien dijo que solo tenían la intención de caracterizar la amenaza potencial de algunos miembros de la organización. grupo, McInnes dijo que sus abogados le habían advertido que renunciar podría ayudar a los nueve miembros procesados por los incidentes de octubre. Durante el anuncio defendió al grupo, atacó los reportajes al respecto, dijo que los nacionalistas blancos no existen, y en ocasiones dijo cosas que parecían que no renunciaba, como "esto es un gesto legal 100%, y se trata al 100% de suavizar la sentencia", y dijo que era un "gesto de renuncia, entre comillas ".
En noviembre de 2018, el grupo nombró como su líder a Enrique Tarrio. Jason Lee Van Dyke, quien era el abogado de la organización en ese momento, había sido nombrado brevemente como presidente para reemplazar a Gavin McInnes cuando dejó el grupo, pero la organización anunció el 30 de noviembre que Van Dyke ya no estaba asociado con el grupo de ninguna manera, aunque su bufete de abogados todavía posee las marcas registradas de Proud Boys. En diciembre de 2018, se emitió una orden de arresto contra Van Dyke por su amenaza de muerte a una persona a la que había demandado anteriormente. Aunque McInnes había dicho anteriormente que cualquier miembro de Proud Boy que hubiera asistido a la manifestación Unite the Right en Charlottesville, Virginia sería expulsado de la organización, el nuevo presidente Enrique Tarrio admitió haber asistido al evento, pero "tenía dudas sobre la marcha de antorchas y no participé en ella".

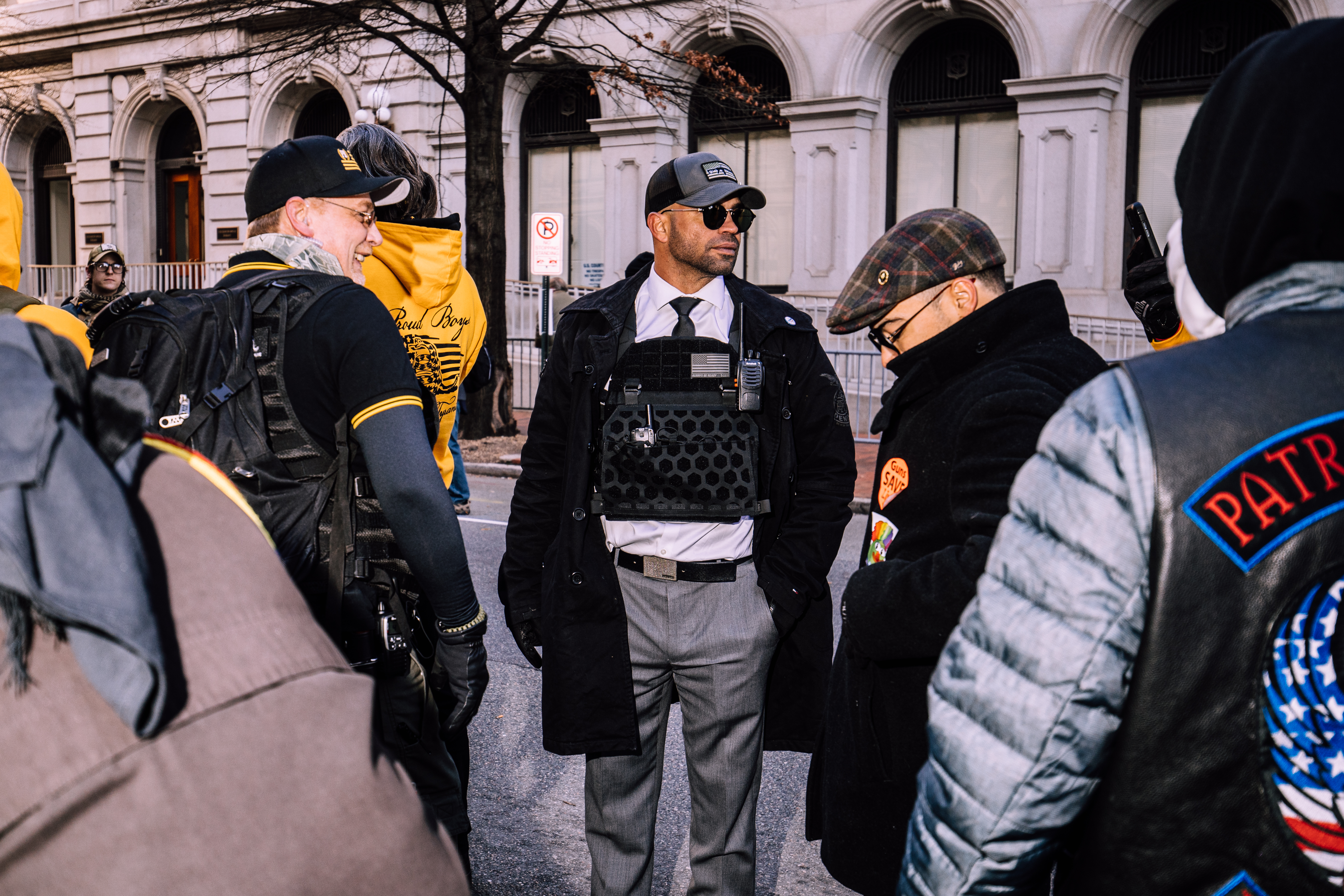
Enrique Tarrio y miembros de Proud Boys haciendo acto de presencia en una manifestación por los derechos de armas en Richmond, Virginia, el 20 de enero de 2020.

En noviembre de 2020, Kyle "Based Stickman" Chapman dijo que "reasumiría [su] puesto como presidente de Proud Boys", aunque no es evidente que Chapman haya sido presidente alguna vez. También anunció que el grupo, que niega ser una organización racista o supremacista blanca, y que tenía la intención de reenfocar la organización en los temas del "genocidio blanco" y los "fracasos del multiculturalismo". También anunció que cambiaría el logotipo y cambiaría el nombre del grupo a "Proud Goys", un término antisemita utilizado entre la extrema derecha. A pesar de lo anterior, no se cree que este cambio halla tenido éxito,y el nombre Proud Goys no ha sido adoptado fuera de las redes sociales de Chapman.
Pero no fue hasta febrero del 2021 cuando se noto más el desorden ínterno, esto después del ataque del Capitolio y los arrestos a miembros. La célula de Alabama emitió una declaración que decía: "No reconocemos la autoridad asumida de ningún liderazgo nacional de Proud Boy, incluidos el presidente, los ancianos o cualquier órgano de gobierno posterior". Los representantes estatales de Indiana y Oklahoma respaldaron la declaración de Alabama.

## Incidentes y polémicas
Desde su fundación, el grupo ha estado rodeado de polémica tanto por sus ideales, como por las acciones violentas y amenazas a críticos internos y externos, así como por las peleas con los grupos Antifa.

### Conexión con Roger Stone
A principios de 2018, antes de una aparición en la Conferencia Republicana Dorchester anual en Salem, Oregón, Roger Stone buscó a los Proud Boys para que actuaran como su "seguridad" para el evento; Las fotos publicadas en línea mostraban a Stone bebiendo con varios Proud Boys.
En febrero de 2018, los Proud Boys publicaron un video en Facebook que describieron como Stone experimentando una "iniciación de bajo nivel" en el grupo. Como parte de la iniciación, Stone pronunció el juramento: "Hi, I'm Roger Stone. I'm a Western chauvinist. I refuse to apologize for creating the modern world", (Hola, soy Roger Stone. Soy un chovinista occidental. Me niego a disculparme por haber creado el mundo moderno"), convirtiéndolo en un miembro de "primer grado", que Kutner caracteriza como un" simpatizante ". En julio de 2020, Facebook anunció que había cerrado las cuentas y páginas vinculadas a Stone y Proud Boys. Esta red de más de 100 cuentas de Facebook e Instagram gastó más de 300,000$ en anuncios para promocionar sus publicaciones e incluyó personas falsas.
A fines de enero de 2019, cuando Stone fue arrestado por el FBI por siete cargos criminales en relación con la investigación de Mueller, Enrique Tarrio, el presidente de Proud Boys, se reunió con Stone cuando salía del juzgado de Florida. Tarrio, que vestía una camiseta que decía "Roger Stone Did Nothing Wrong" (Roger Stone no hizo nada malo) y vendida por una empresa de su propiedad, le dijo a un reportero de televisión local que la acusación no eran más que "acusaciones inventadas", y luego fue visto visitando la casa de Stone. Al día siguiente, en Washington D. C., un pequeño número de Proud Boys se manifestó afuera del juzgado donde Stone se declaró inocente de los cargos, portando carteles de "Roger Stone Did Nothing Wrong" y otros que promocionaban el sitio web de conspiración InfoWars. Los Proud Boys tuvieron una discusión con los que se oponían a Stone.  Posteriormente, Tarrio fue filmado detrás del presidente Donald Trump en febrero de 2019, durante un discurso televisado en Miami, donde se lo vio con el mismo mensaje en una camiseta. 
El fundador de Proud Boys, Gavin McInnes, dijo que Stone era "una de las tres figuras de los medios aprobados a las que se les permitió hablar" sobre el grupo. Cuando un reportero local le preguntó a Stone sobre la afirmación de Proud Boys de que había sido iniciado como miembro del grupo, respondió llamando al reportero miembro del Partido Comunista. Es particularmente cercano al actual líder del grupo, Enrique Tarrio, quien ha monetizado comercialmente su posición. 

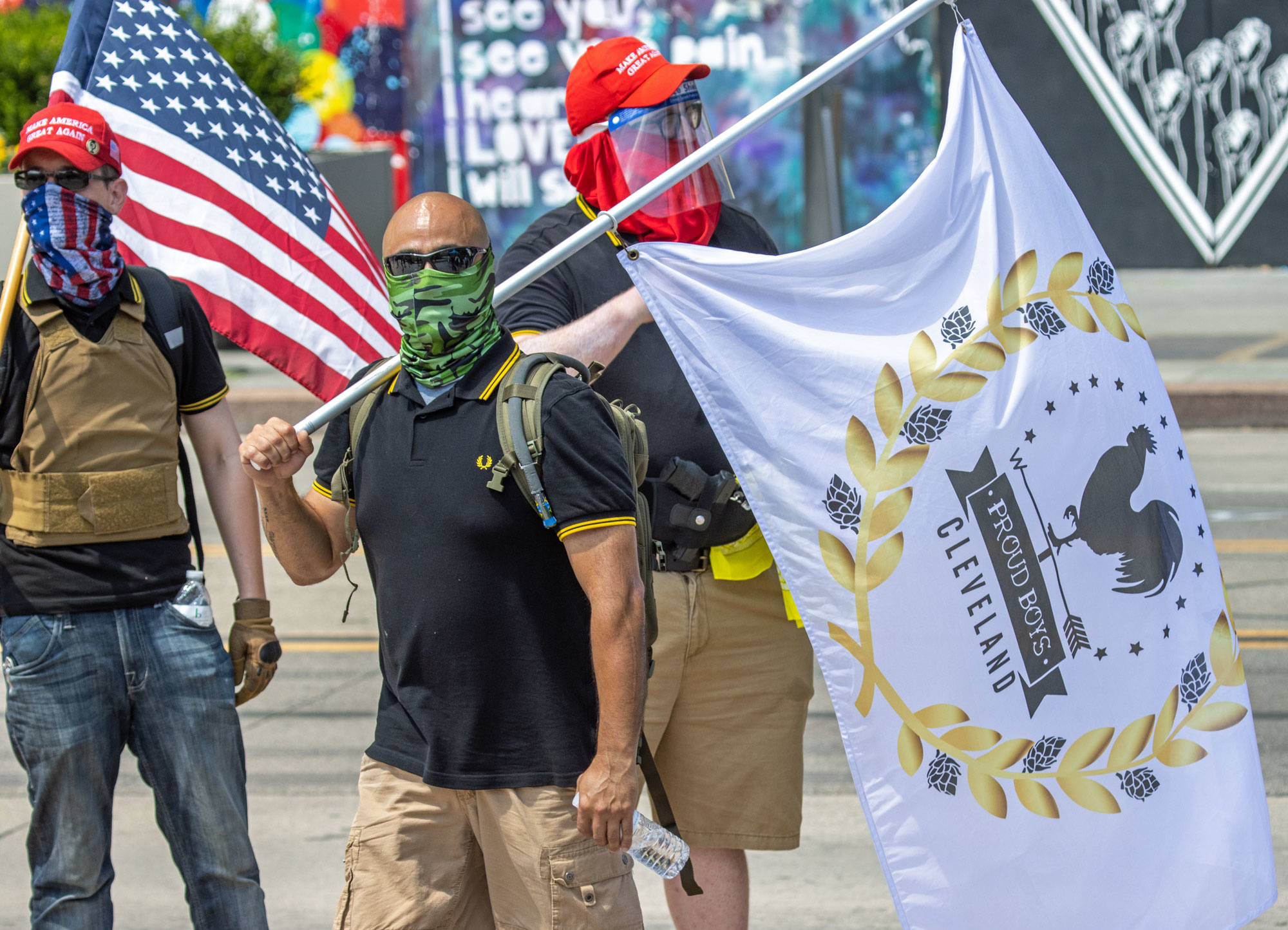
Miembros de Proud Boys en una de sus acciones en Ohio, 2020.

### Caso de la tienda 1776
En febrero de 2019, la revista Slate informó que Square, Chase Paymentech y PayPal habían retirado sus servicios de procesamiento de pagos de 1776.shop, un sitio de productos en línea de extrema derecha asociado con Proud Boys. 1776.shop se incluye como un proyecto de Fund the West LLC, una empresa de Miami registrada a nombre de Henry Tarrio. En el pasado, Enrique Tarrio, presidente de Proud Boys, ha dicho que él es el "dueño del negocio" de la tienda de 1776, lo que aumenta la probabilidad de que "Henry Tarrio" y "Enrique Tarrio" sean la misma persona. Henry Tarrio también es el propietario registrado de "Proudboys LLC", que utiliza la misma dirección que Fund the West. 

### Amenazas a los críticos
En julio de 2019, se informó que en varias ocasiones Proud Boys había ido a las casas de sus críticos y los había amenazado. En junio de 2018, Vic Berger, que publica videos en línea burlándose de figuras de la extrema derecha, incluido el fundador de Proud Boy, Gavin McInnes, informó que un Proud Boy lo visitó en su casa y le dijo: "Realmente estás lastimando a los Proud Boys. Debes dejar de hacer estos videos ". Berger dijo más tarde que había tomado posesión de un documento interno de Proud Boys que pedía que buscaran las direcciones de sus oponentes y las de sus familiares.
El 29 de junio de 2019, un grupo de Proud Boys se presentó a las 23.00 en la casa de Gwen Snyder en Filadelfia, quien rastrea los movimientos de los Proud Boys. Como que Snyder no estaba en casa en ese momento, el grupo habló con un vecino y les dijo que Snyder tenía que dejar de publicar en Twitter los nombres de Proud Boys y otra información sobre ellos. Snyder denunció la amenaza a la policía de Filadelfia y les proporcionó imágenes del incidente gracias a las cámaras de seguridad. Antes de la amenaza de Snyder, un Proud Boy anónimo publicó en Telegram, un comentario que pedía acción contra "las mayores manchas de mierda de Filadelfia". 

### Arrestos y enjuiciamientos de Proud Boys
Tusitala "Tiny" Toese, residente de Washington y miembro de Proud Boys, conocido por pelear en las calles de Portland y Seattle durante las protestas políticas, fue arrestado en Washington el 28 de agosto de 2020. Fue buscado por múltiples violaciones de libertad condicional relacionadas con su condena por agresión por delito menor de 2018 que dejó a un manifestante con puntos de sutura y una conmoción cerebral en junio de 2018.  Se había observado a Toese, anteriormente afiliado a Patriot Prayer, participando en otras agresiones con miembros de los Proud Boys, incluida una agresión en un centro comercial del condado de Clark, Washington en mayo de 2018 y una agresión en Seattle en junio de 2020.
Alan Swinney, miembro de Proud Boys con sede en Texas, fue arrestado el 30 de septiembre de 2020 y detenido en Oregón por "cargos de asalto múltiple, apuntar con un arma de fuego a otro, uso ilegal de un arma y uso ilegal de gas lacrimógeno, pistola paralizante o maza". Swinney había sido grabado disparando perdigones de airsoft contra manifestantes y periodistas, y en un momento blandió un revólver a sus oponentes durante una protesta en Portland, Oregón en agosto de 2020.

## Debates presidenciales de 2020

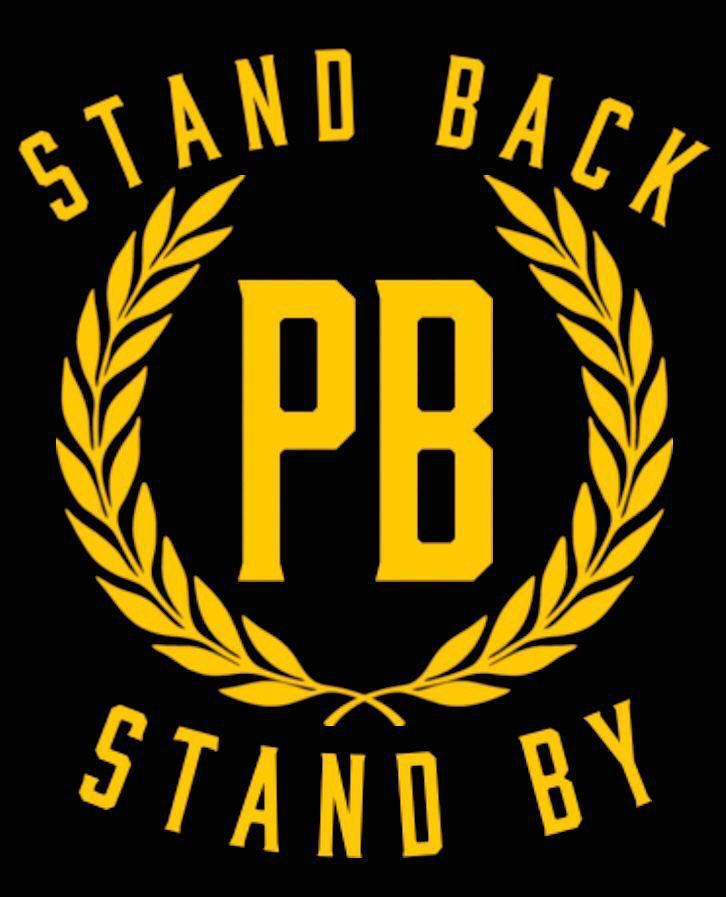
Logo de Proud Boys con las palabras dichas por Trump durante el debate de 2020: Stand back ("Retrocede") y Stand by ("Espera").

En el primer debate presidencial de 2020 el 29 de septiembre, el moderador Chris Wallace le preguntó al presidente Trump: "¿Está dispuesto, esta noche, a condenar a los supremacistas blancos y a los grupos de milicias, y decir que deben retirarse y no aumentar la violencia en algunas de estas ciudades como vimos en Kenosha, y como hemos visto en Portland ? " Trump respondió: "Claro. Claro, estoy dispuesto a hacer eso ". Luego pidió una aclaración, diciendo: "¿A quién le gustaría que condene?" Wallace mencionó "supremacistas blancos y milicias de derecha". Durante el intercambio, Biden incitó a "Proud Boys" y Trump respondió "Proud Boys, retrocedan y esperen, pero les diré qué, les diré qué, alguien tiene que hacer algo con Antifa y la izquierda, porque este no es un problema de derecha". Poco después, Joe Biggs, uno de los organizadores de Proud Boys, compartió a través de su cuenta de redes sociales Parler un logotipo con las palabras del presidente "Retrocede" (Stand back) y "Espera" (Stand by).
Un investigador dijo que las membresías de Proud Boys en los canales de Telegram crecieron casi un 10 por ciento después del debate. The Washington Post informó que los comentarios de Trump fueron rápidamente "consagrados en memes, incluido uno que representa a Trump con una de las camisetas polo de los Proud Boys". Otro meme mostró la cita de Trump junto con una imagen de hombres barbudos que portaban banderas estadounidenses y parecían prepararse para una pelea.
El 30 de septiembre, el presidente Trump aclaró su declaración, afirmando que "no sabe qué son los Proud Boys" y que "deberían retirarse". Deja que las fuerzas del orden hagan su trabajo ". El 1 de octubre, Trump dijo en el programa de Sean Hannity : "Lo he dicho muchas veces, y déjame ser claro de nuevo: condeno al [ Ku Klux Klan ]". Condeno a todos los supremacistas blancos. Condeno a los Proud Boys. No sé mucho sobre los Proud Boys, casi nada. Pero lo condeno ".

## Demandas

### Demanda SPLC
Aunque supuestamente había cortado sus lazos con los Proud Boys en noviembre de 2018, renunciando como presidente, McInnes presentó una demanda por difamación en febrero de 2019 contra el Southern Poverty Law Center (SPLC) en un tribunal federal de Alabama por La designación del SPLC de los Proud Boys como un "grupo de odio ".  El SPLC dice en su sitio web que "McInnes juega un juego retórico engañoso: rechaza el nacionalismo blanco y, en particular, el término 'derecha alternativa' mientras defiende algunos de sus principios centrales", y que las "bases y filas del grupo" miembros] y los líderes soltan memes nacionalistas blancos y mantienen afiliaciones con extremistas conocidos. Son conocidos por su retórica islamófoba y misógina. Proud Boys ha aparecido junto a otros grupos de odio en reuniones extremistas como la manifestación Unite the Right en Charlottesville ". McInnes está representado por Ronald Coleman. Además de la difamación, McInnes alegó interferencia ilícita con la ventaja económica, "invasión de la privacidad" y "ayudar e incitar a la discriminación laboral". El día después de presentar la demanda, McInnes anunció que había sido contratado nuevamente por el grupo de medios de extrema derecha canadiense The Rebel Media.
El SPLC presentó una moción para desestimar la demanda en julio de 2019. 

### Demanda federal de mayo de 2019
El 17 de mayo de 2019, Bill Burke de Ohio presentó una demanda de 3 millones de dólares contra los miembros de Proud Boys, Kessler y muchas otras personas y grupos asociados con la manifestación Unite the Right. Burke resultó gravemente herido en el ataque automovilístico de Charlottesville en agosto de 2017 que siguió al evento. La denuncia inicial de 64 páginas alega que las partes mencionadas "conspiraron para planificar, promover y llevar a cabo los hechos violentos en Charlottesville". Según Burke, sus lesiones físicas y mentales le han provocado "un severo sufrimiento psicológico y emocional".

## Subgrupos

### Proud Boys' Girls
Las Proud Boys' Girls (literalmente, chicas de los Proud Boys) es un grupo  fundado en 2016 e integrada únicamente por las mujeres y parejas de los Proud Boys que dan soporte al grupo original, si bien no se cita oficialmente en sus cuentas y páginas oficiales. Usan un logotipo propio, con las les iniciales P-B-G alrededor de una navaja ensangrentada cruzada con un pintalabios rojo. En 2018, el Departamento de Policía del Condado de Clark, Washington, despidió a una agente por llevar una sudadera de las Proud Boys' Girl.

### Fraternal Order of the Alt-Knights
En 2017, Kyle Chapman, apodado "Based Stickman" después de las protestas de Berkeley de 2017, formó un ala paramilitar de los Proud Boys llamada la Fraternal Order of the Alt-Knights (FOAK). La figura de la derecha alternativa Augustus Sol Invictus actuó como segundo al mando de FOAK hasta que abandonó el grupo.

### Secciones canadienses
Tras el ataque al Capitolio de los Estados Unidos, las secciones de Ottawa y Manitoba cerraron. El 2 de mayo de 2021, Proud Boys Canada anunció en el canal Proud Boys USA en Telegram que se había "disuelto oficialmente".

## Simbolismo

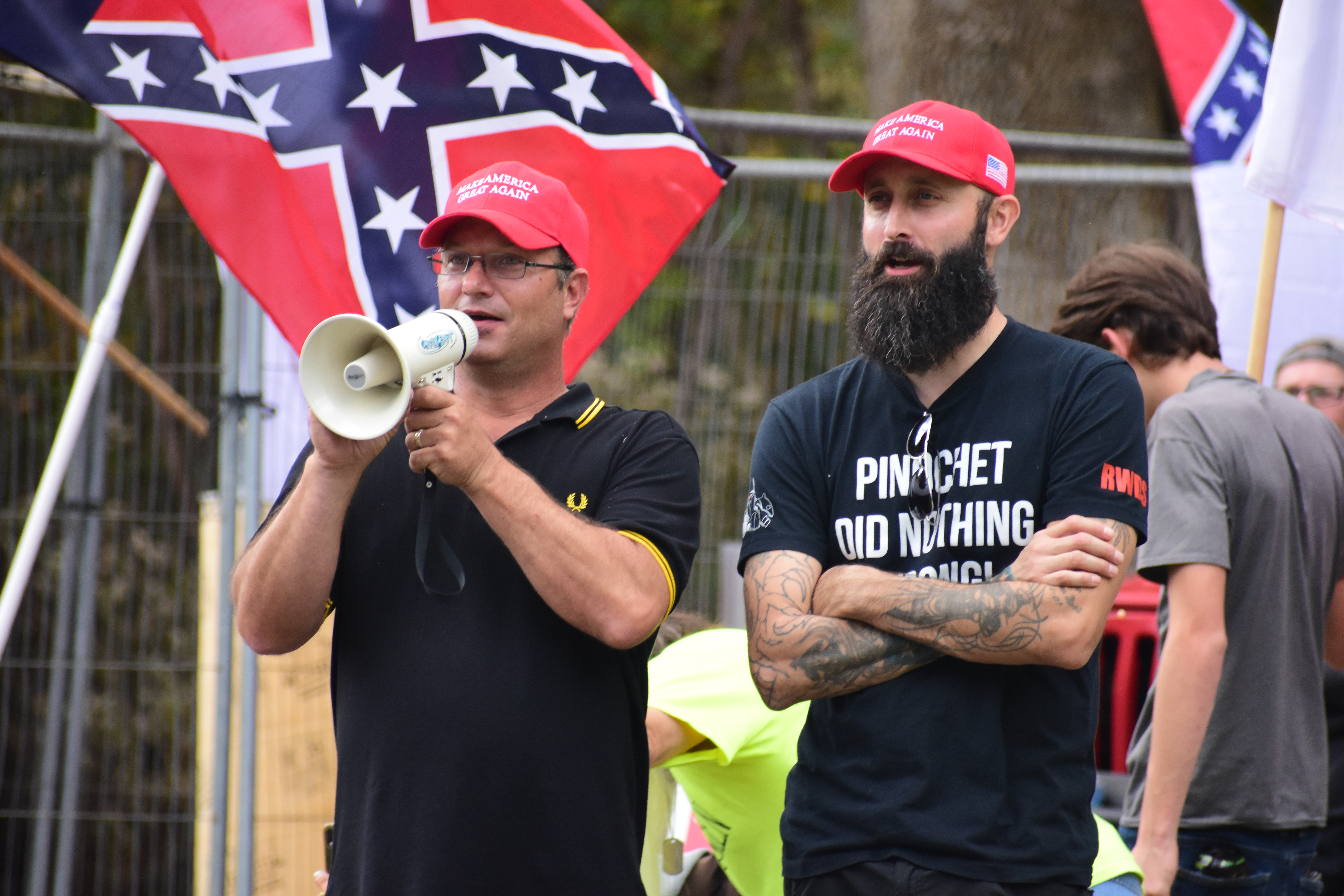
Proud Boys, a la izquierda con el polo que Fred Perry dejó de vender. A la derecha, con la camiseta a favor de los crímenes de lesa humanidad del ex dictador Augusto Pinochet, ambos con la gorra MAGA en apoyo a Donald Trump (2019).

Los Proud Boys tienen como símbolo un gallo rodeado de laureles, lo que facilitó la asociación gráfica con la marca de ropa Fred Perry, además de gorras con el eslogan del presidente Donald Trump, Make America Great Again (MAGA). A medida que las tensiones raciales fueron aumentando, especialmente, tras la Muerte de George Floyd y los incidentes, fue ganando peso la indumentaria militar, incluyendo chalecos antibalas y mostrando armamentos. En sus actos públicos, es común hacer el gesto del OK invertido, asociado con el supremacismo blanco, así como comisetas a favor de dictadores u otros personas que tuvieron un papel determinante en la lucha contra el socialismo, como Augusto Pinochet, usando el lema "Pinochet did nothing wrong" (Pinochet no hizo nada malo) en relación con su persecución y asesinato.

### Polémica por el uso de ropa Fred Perry
Desde los primeros días del grupo, Proud Boys ha usado polos negros y amarillos de Fred Perry por sugerencia de McInnes. La marca, que previamente se había asociado negativamente con skinheads y el Frente Nacional Británico en la década de 1970, emitió varias declaraciones públicas distanciándose de las creencias de los Proud Boys y pidiendo a los miembros que dejaran de usar su ropa. En 2017, el CEO de Fred Perry, John Flynn, denunció la afiliación con Proud Boys en un comunicado a CBC Radio, diciendo: "No apoyamos los ideales o el grupo del que hablas. Va en contra de nuestras creencias y de las personas con las que trabajamos ". Aunque los simpatizantes han adquirido diversos atuendos de esta marca, un polo negro con bandas amarillas, fue adoptado como "uniforme" por parte del grupo, por lo que en septiembre de 2020, la marca hizo público un comunicado anunciando que lo retiraba del mercado.

### Gorras MAGA
Proud Boys suele llevar gorras MAGA rojas en los mítines, a menudo junto con polos negros y amarillos de Fred Perry.

### 6MWE
"6MWE" es un eslogan antisemita que aparece en algunas prendas asociadas con los Proud Boys. Es un acrónimo que significa "6 millones no fueron suficientes", refiriéndose al número de víctimas del Holocausto judías. El eslogan puede aparecer junto con símbolos de la República Social Italiana, el gobierno títere Italia apoyado por la Alemania nazi.
En un episodio del 7 de enero de 2021 de The Last Word with Lawrence O'Donnell de MSNBC, el presentador condenó a los alborotadores que irrumpieron en el Capitolio mientras vestían ropa antisemita, incluido un alborotador que supuestamente participó en el ataque mientras vestía una camiseta con el eslogan 6MWE. Sin embargo, una verificación más minuciosa hecha por The Forward descubrió que la foto del alborotador con el eslogan en su camiseta había sido tomada en una reunión anterior de Proud Boys en el Capitolio en diciembre de 2020.

## Contramanifestaciones
A raíz del auge de grupos como Proud Boys, en sus actos públicos suelen ser contraprogramados por grupos de izquierda opuestos y que aglutinan un gran abanico de ideologías y formas de actuar. Por lo que respeta la acción directa y el uso de la violencia, destacan las acciones realizadas por el grupo Antifa (de la abreviación "antifascista"), llegando a encararse ambos simpatizantes haciendo uso de armas blancas en ciudades como Charlottesville, o Portland, donde la policía tuvo que intervenir con la detención de 13 personas y 12 que tuvieron que ser atendidas por los servicios médidos, incautando barras de hierro, cuchillos y espráis de defensa personal. Emily Nouert, quien se convirtió en un símbolo para Antifa tras ser golpeada por un Proud Boy delante de la universidad, definió la situación de confrontación directa debido a que "la gente está empezando a entender que a los neonazis no les importa si eres tranquilo o pacífico" y que, según Nouert, "necesitas violencia para proteger la no violencia”.
Otro tipo de contramanifestaciones, son las de concienciación pacífica por sociedades, grupos e instituciones como Southern Poverty Law Center, quienes se dedican a la monitorización de todo tipo de grupos basados en el discurso de odio, quines creen en el uso de la paz para combatir los actos de los grupos de extrema derecha; "Si quieres protestar contra racistas y antisemitistas, debes hacerlo pacíficamente y de preferencia lejos de donde estos grupos se manifiestan”.
El 2 de octubre de 2020, el actor y activista por los derechos LGTB, George Takei, sugirió la idea de contramanifestar el discurso de Proud Boys, el cual también es homófobo, mediante la apropiación del hashtag "#ProudBoys" con el fin de "inundar" las redes sociales con imágenes de parejas gay haciendo "cosas muy gay". La campaña dio la vuelta al mundo, llegando a ser tendencia mundial con imágenes de abrazos y besos, a la cual participaron celebridades como Bobby Berk o incluso las Fuerzas Armadas Canadienses con la imagen de dos de sus soldados besándose. Posteriormente, Takei afirmó que "nuestra comunidad ha respondido al odio con amor". A su vez, ante las preguntas realizadas por la cadena CNN a Enrique Tarrio, este declaró que "Esto no es algo que nos ofenda. No es un insulto. No somos homofóbicos. No nos importa con quién se acueste la gente. La gente cree que nos va a molestar. No es así". No obstante, los ataques a la comunidad LGTB se han ido realizando a lo largo de los últimos años, llegando a los tribunales.